# قلام معمر
القلام المعمر(باللاتينية: Sarcocornia perennis) نوع نباتي ينتمي إلى جنس القلام من الفصيلة القطيفية.
موطنه المشرق العربي ووادي النيل والمغرب العربي ومعظم مناطق غرب حوض البحر الأبيض المتوسط.